# Jay Vaquer
Jay Vaquer (Rio de Janeiro, 6 de fevereiro de 1975) é um ator, cantor, músico e compositor brasileiro. É Filho de Jay Anthony Vaquer, um guitarrista norte-americano e da cantora paraense Jane Duboc.
Seu perfil do twitter chegou a figurar no Top 30 da lista “melhores do mundo”, além de ter chegado também ao 12º lugar na lista dos brasileiros mais influentes. No MySpace, seu nome aparece no Top 10 dos artistas de "Pop, Rock e música alternativa" mais visitados.

## Carreira
Nascido no meio musical, a relação de Jay Vaquer com a música começou cedo. Segundo o próprio, aos 10 anos já estava envolvido profissionalmente com a música:
Dos 10 aos 15 anos, estudou violão. Formado em publicidade na Faculdade de Artes Plásticas (FAAP) e em artes cênicas no Teatro Escola Célia Helena, protagonizou no ano 2000 o musical Cazas de Cazuza, dirigido por Rodrigo Pitta, e que tinha no elenco Tatiana Parra, Débora Reis, Vanessa Gerbelli, Lulo Scroback e Bukassa Kabengele, entre outros. Sobre a atuação do Jay neste musical, Nelson de Sá, crítico do jornal Folha de S.Paulo, fez o seguinte comentário: "De volta ao que "Cazas de Cazuza" tem de melhor, Jay Vaquer e Débora Reis são intérpretes plenos de musical, com domínio tanto vocal como da atuação."
Antes de gravar seu primeiro álbum solo, Jay era cantor de uma banda cover, que tocava sucessos da MPB, e também musicas internacionais, como Seal, George Michael, entre outros. O nome da banda era Synchro.
Depois do sucesso do musical Cazas de Cazuza, lançou seu primeiro disco, "Nem Tão São", com o selo JAM Music, e de onde saíram os singles "A Miragem" e "Aponta de um Iceberg", que também viraram clipes de muita repercussão. Para os shows de divulgação do álbum, a banda formada pelo músico foi: Marquinho Costa (bateria acústica e back-vocal), Tuto Ferraz (bateria eletrônica, percussão e vocal), Amador Longhini Jr. (teclados), Beto Paciello (teclados), Jotinha (baixo e vocal) e Serginho Mota (guitarra, violão e vocal).
Em 2003, foi o produtor do sexto disco solo de Celso Viáfora, "Palavra" (Selo: Jam Music).
Também em 2003, gravou seu segundo álbum, "Vendo a Mim Mesmo", com o selo EMI, com treze faixas. Desse álbum saiu seu terceiro clipe, para a música "Pode Agradecer (Relationshit)", obtendo destaque novamente na MTV. Por conta disso, foi convidado para participar em 2004 do programa Rockgol da MTV.
Seu terceiro álbum, "Você não Me Conhece", lançado em 2005 também pela gravadora EMI, foi o primeiro com material completamente autoral e teve como singles as faixas "Cotidiano de um Casal Feliz" (que nasceu de uma crônica escrita pelo Jay. Ao musicá-la, a faixa ficou com dez minutos. Após cortar algumas partes, chegou-se a versão que foi gravada, que tem pouco mais de 3 mins.) e "A Falta que a Falta Faz", abrindo portas para um novo veículo de divulgação, o rádio, onde teve significativa execução, principalmente nas rádios do Rio de Janeiro. Como nos trabalhos anteriores, desses singles foram realizados clipes, que foram bastante executados na MTV Brasil.
Em 2007 lançou "Formidável Mundo Cão", que foi masterizado por Leon Zervos. A canção "Longe Aqui" foi escolhida como a primeira música de trabalho. Neste álbum, Vaquer contou com a participação de Megh Stock na faixa "Estrela de um Céu Nublado".
Em 2008, Jay foi uma das estrelas da 14ª edição do festival Humaitá Pra Peixe.
Em 2009 lança seu primeiro DVD (também editado em CD, pela Som Livre), com a gravação ao vivo do show "aLive in BraZil", que aconteceu no Vivo Rio para um público empolgado - e empolgante - de mais de 4.000 pessoas. No show, Jay e sua banda tocaram as principais músicas de seus 4 discos de carreira. Megh Stock também participou da versão ao vivo de "Estrela de um Céu Nublado". O DVD traz o registro de um espetáculo de caráter performático que se vale da música para entreter o espectador ao mesmo tempo em que o faz refletir sobre o que é cantado nas letras.
Ainda em 2009, participou do especial "Som Brasil", programa da Rede Globo de Televisão que homenageou o cantor Renato Russo. Jay interpretou os sucessos “Pais e Filhos”, “Monte Castelo” e “Será”.
Em 2010, sua mãe, Jane Duboc, gravou um CD com regravações em inglês das músicas do Jay. O CD foi intitulado Sweet Face of Love - Jane Duboc sings Jay Vaquer. Jay faz um dueto com sua mãe na música Sweet Face of Love, que é a versão de Tal do Amor.
Em julho de 2011, Jay Vaquer lança "Umbigobunker!?", seu sexto CD da carreira (quinto álbum de estúdio). Produzido pelo premiado Moogie Canazio, foi gravado e mixado em Los Angeles-CA. Apresenta 12 músicas inéditas, todas de sua autoria. O trabalho, que conta com a participação especial de Maria Gadú na canção "Do Nada, me Jogaram aos Leões", foi indicado ao Grammy Latino 2012 (Categoria: "Álbum Mais Bem Produzido do Ano").
Também em 2011, a canção "Contumaz" é escrita em parceria com o músico Max Viana. Ela é a 4ª faixa do 3º álbum de estúdio de Max, intitulado Um Quadro de Nós Dois.
Ainda em 2011, o artista fez uma participação especial no CD Boombox Arcade - faixa "Esse aqui é mais um (Sonho)" - da banda Cine. Sobre essa parceria, Jay disse o seguinte:
Em 2013, ele passa a cuidar do processo de criação e montagem de um musical. Na etapa de "tryouts", tinha o nome "CINZA". O espetáculo, renomeado para "Cem Miligramas", estreou no primeiro semestre de 2016 em São Paulo.
Em Julho de 2015, depois de quase um ano se dedicando ao espetáculo "CINZA", Jay Vaquer voltou a se apresentar nos palcos com o show “Porradaria Frenética”, forma carinhosa que ele e seus fãs apelidam o show plugado do artista.
No início de 2016, o artista colocou em pré-venda em seu site pessoal o seu próximo cd, intitulado Canções de Exílio, que foi lançado oficialmente no mês de maio. Deste álbum, destaca-se a canção "Legítima Defesa", que conta com a participação de Megh Stock. Trata-se da continuação de “Estrela de um Céu Nublado”, que fala sobre a trajetória de um ator que sonhava em trabalhar em Projacland. Desta vez, o mote da linha final da canção anterior tem uma reviravolta e a canção fala sobre o desdobramentos da vida deste ator.
Para Renato Abê, blogueiro do jornal O Povo, "este álbum parece o ápice de sua maturidade artística e de uma liberdade criativa que atira para todos os lados e acerta bem em todos. O novo disco do Jay é diverso, atrevido, cheio de sonoridades e temas que gritam."
Em março de 2017, em seu site oficial, Jay Vaquer anunciou que seu novo cd (o 9o de sua carreira) se chamará La Guapa Payola, e que será um disco que reúne 15 faixas com versões mais acústicas e mais Rock de músicas que já foram gravadas em álbuns anteriores. O álbum foi lançado somente em formato digital no dia 23 de junho de 2017, via Sony Music Entertainment.
Em agosto de 2017, Jay deu uma entrevista ao programa "Revista Rádio Globo", da Rádio Globo Rio, em que ele contou que seu 10º álbum será lançado em breve e que será inspirado no musical "Cem Miligramas", de sua autoria. Em março de 2018, em uma postagem feita em seu blog, divulgou o nome do álbum: Ecos do Acaso e Casos de Caos. O álbum foi lançado em 15 de maio de 2018. Por este trabalho, Jay recebeu uma indicação ao Grammy Latino de 2018, como "Melhor Álbum de Rock ou de Música Alternativa em Língua Portuguesa".
Em julho de 2018, a cantora Samantha Ayara, campeã do "The Voice Brasil" lançou o single “Mil Constelações”, que foi composta pelo Jay. Segundo a cantora, "na primeira vez que ouvi, ela não tinha nem letra. Curti de cara, pois me lembrou algo teatral, bem no estilo musical. Aí pedi ao Jay Vaquer que fizesse a letra. Quando ele me mandou, gostei de primeira. Ela me dá a chance de apresentar algo novo, de fazer com que mais pessoas cheguem ao meu trabalho, que se identifiquem com o que eu canto", contou.

### Série "Transversões"
Em 2013, ele "inaugurou" a série "Transversões", que aborda o trabalho de outros compositores, registrando esse exercício em CDs. O primeiro volume, Antes da Chuva Chegar - Transversões: Volume 1, trouxe canções de Guilherme Arantes. O álbum foi divulgado pela turnê  "Dois Atos".
| “ | "O "Transversões" é a ideia de gravar sempre que possível escolhendo um compositor bacana, e tentar imprimir a minha cara, o meu jeito de ver a canção, que acaba ficando uma composição autoral." | ” |

### Trabalhos com Musicais
A ligação de Jay com os musicais data do ano 2000, quando ele protagonizou o musical Cazas de Cazuza. Mas é a partir da década de 2010, já com sua carreira musical consolidada, que ele passa a dedicar mais de seu tempo para os musicais.
Em 2013, ele cuidou do processo de criação e montagem de um musical que na etapa de "tryouts", tinha o nome "CINZA". O espetáculo, renomeado para "Cem Miligramas", estreou no primeiro semestre de 2016 em São Paulo. Em uma entrevista dada a rádio globo, Jay revelou que muito do processo de criação Ecos do Acaso e Casos de Caos foi inspirado neste espetáculo.
Em 2014, Jay foi o responsável pelo texto e canções da Ópera Rock "Meia-Noite Cinderela". Espetáculo este que teve direção de Rodrigo Pitta e preparação vocal da Jane Duboc.
Em agosto de 2019, Jay fez o roteiro, letras e a direção musical do espetáculo musical "Aconteceu de Acontecer Assim", cuja trama original se passa em uma sala de aula e fala sobre jovens e seus anseios, temores, inseguranças, traumas, descobertas e segredos de treze alunos e do seu professor.
Durante o período de restrições impostas pela pandemia do Covid-19, Jay trabalhou na produção artística do seriado musical "Poema! - O Musical". Peça essa que estreou em 2022 como uma Minissérie Musical de Ficção Segundo Jay, o projeto foi pensado originalmente para ser um filme e, devido ao grande volume de histórias, foi remodelado para uma série que segue sendo planejada. Em janeiro de 2023, esse musical, que foi escrito e dirigido por Jay Vaquer, foi agraciado com o "prêmio Musical.Rio" na categoria “Roteiro Original”.
Em 2021, Jay trabalhou como diretor musical da nova versão do musical Cazas de Cazuza.
Em julho de 2023, o musical “Síndroma”, escrito e dirigido por Jay Vaquer, estreou nos palcos do Teatro Prudential. O espetáculo é um musical original e nacional que aborda temas universais e atemporais inerentes à condição humana.